# Pangirkiran Dolok
Pangirkiran Dolok is een bestuurslaag in het regentschap Padang Lawas van de provincie Noord-Sumatra, Indonesië. Pangirkiran Dolok telt 1881 inwoners (volkstelling 2010).